# Belgrano II kutatóállomás
A Belgrano II kutatóállomás (spanyolul: Base Belgrano II) egy Argentínához tartozó kutatóállomás az Antarktiszon. Argentína úgy tekint rá, hogy Tűzföld tartomány Antártida Argentína megyéjéhez tartozik. Átlagosan 20 fő teljesít itt szolgálatot, fő kutatási tevékenységük meteorológiával és csillagászattal kapcsolatos, de mérnek földmozgásokat és figyelik a madárvilágot is.

## Földrajz
A bázis a Weddell-tenger Confín nevű partvidékén, Coats-földön, a Bertrab nunatakon található, a tenger partjától több mint 25 km távolságra. Ez a legdélebbi argentin kutatóállomás. A bázis körüli zónában két, néhány évvel régebben (1976-ban) épült menedékhely is található: a Sargento Ayudante Cisterna és az Aviso ARA Comandante Zapiola.
A területen a legmagasabb hőmérséklet -2 , a legalacsonyabb -54 °C. A zónában észak felé vonuló viharok fordulnak elő, időnként akár a 200 km/h sebességet is meghaladó szeleket okozva. A sarki éjszakákban gyakran fordul elő a sarki fény jelensége.

## Története
Manuel Belgrano tábornokról már korábban is elneveztek egy argentin kutatóállomást, amely az 1950-es években működött, ám 25 év tevékenység után megszűnt. Ennek utódaként hozták létre és avatták fel 1979. február 5-én a Belgrano II. állomást. A hadsereg előzőleg gondosan felmérte a helyszínt, hogy alkalmas helyet találjanak arra, hogy folytatni lehessen a meteorológiai kutatásokat. A környéken elterülő hatalmas jégmezőből mindössze két gránittömb emelkedik ki: a Moltke és a Bertrab, a bázis helyszínéül ez utóbbit választották. Bár a régi Belgrano bázisnál ez az új valamivel délebbre és magasabban fekszik, a hőmérsékletek mégis elviselhetőbbek itt.
A bázishoz szükséges építőanyagot a General San Martín nevű jégtörővel és helikopterekkel szállították a helyszínre. A régi bázis tudományos felszerelését újabb, modernebb eszközökkel kiegészítve átszállították az új helyre. Az úgynevezett LABEL (Belgrano Laboratórium) felszerelése mellett létrehozták a José Luis Sersic nevű csillagászati obszervatóriumot, amely az első ilyen argentin sarkvidéki létesítmény volt. A laboratórium adatainak továbbításához egy műholdas antennát is felállítottak.
A régi bázishoz tartozott egy kereszt, amelyet Hernán Pujato tábornok emelt 1955-ben, és amelyet érdekes módon soha nem borított be a jég. Ezt is átköltöztették az új bázisra.

## Élővilág
A bázis körül rendkívül kevés élőlény él. A sziklák között kevés zuzmó és moha telepedett meg, nyáron pedig néhány madár (halfarkasfélék, sirályfélék) figyelhető meg, illetve a délre vonuló viharmadarak.

## Kapcsolódó kutatóállomások listája
Antarktiszi kutatóállomások listája

## Képek

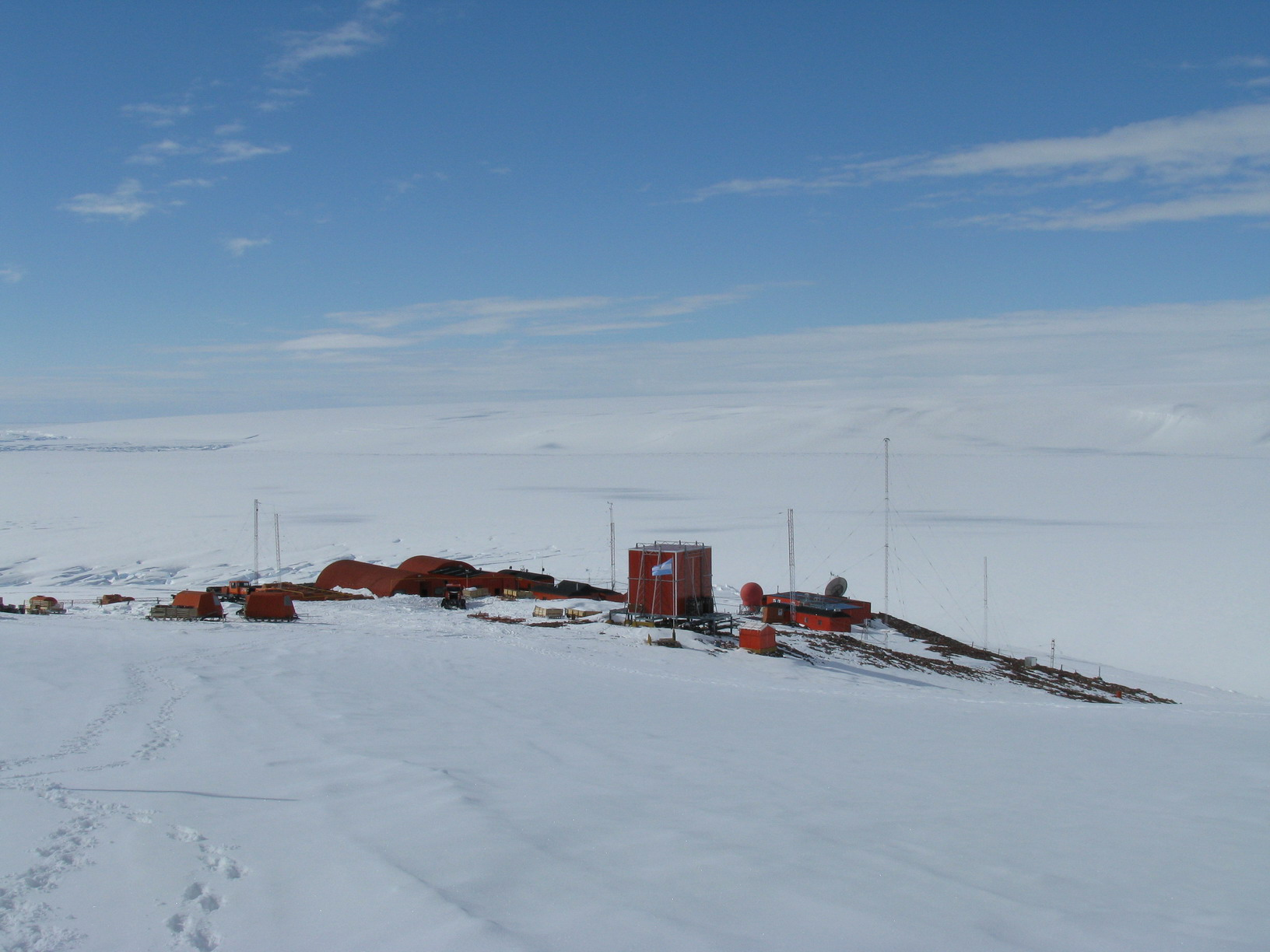
A bázis
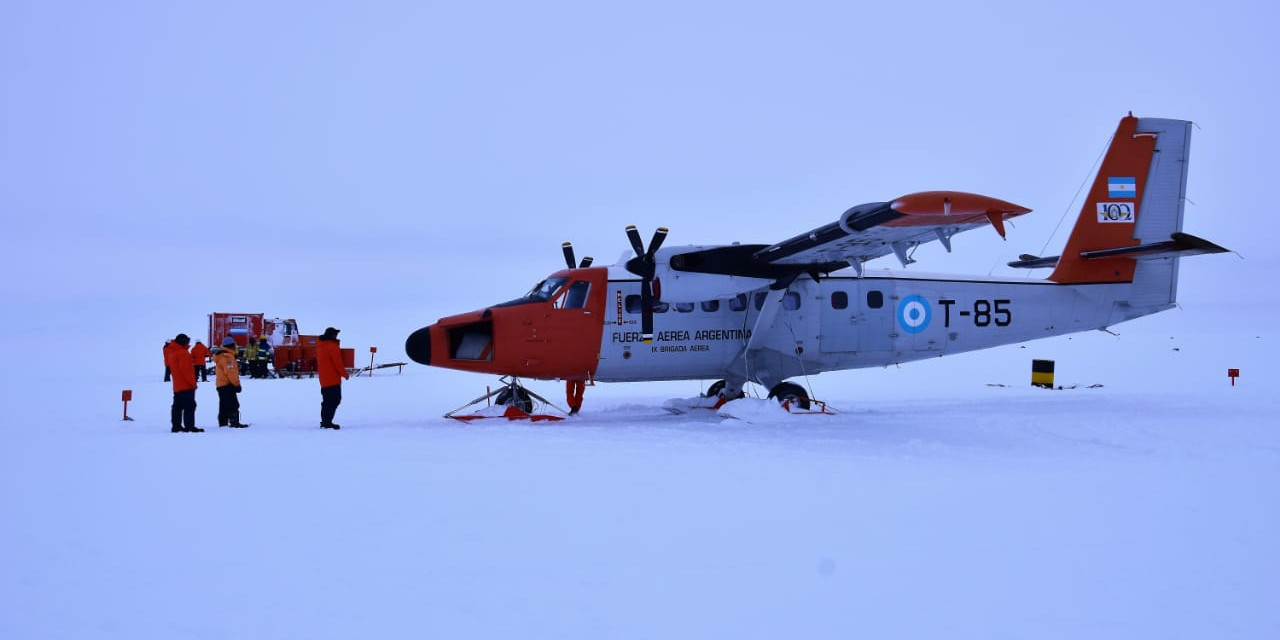
DHC–6 Twin Otter repülőgép a bázison
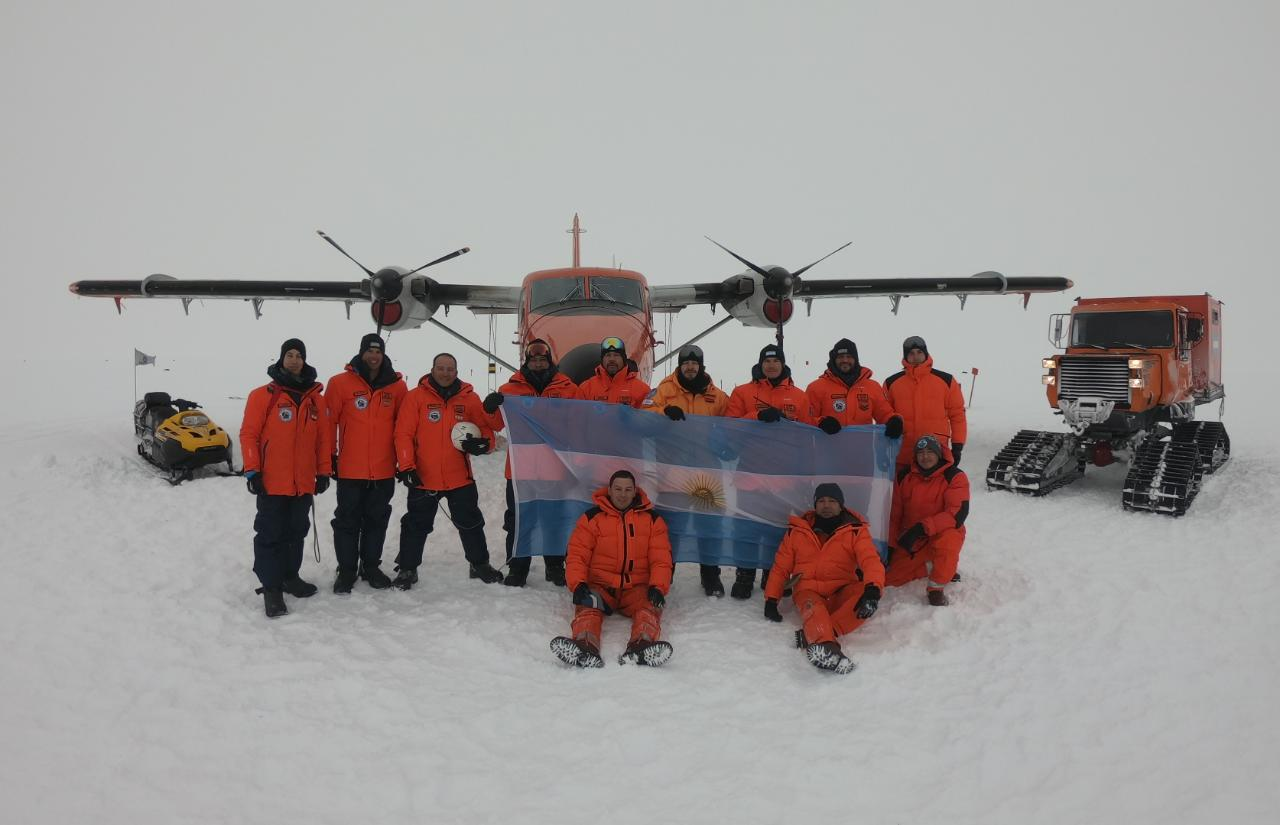
A repülő a bázison